# STS-128
|  | Denne artikel handler om en mission i rumfærge-programmet. For informationer om programmet se rumfærge-programmet. |
STS-128 (Space Transportation System-128) er rumfærgen Discoverys 37. rummission og blev opsendt 28. august 2009 11:59 PM EDT, 29. august klokken 5:59 dansk sommertid.
Missionen medbragte forsyninger til Den Internationale Rumstation (ISS) i Leonardo-containeren og udskiftede et besætningsmedlem. Leonardo fylder halvdelen af Discoverys lastrum og er et Multi-Purpose Logistics Module (MPLM). Leonardo blev koblet til ISS, så den kunne tømmes uden at bruge rumdragt.
Discoverys lastrum indeholdt desuden instrumenter med eksperimenter til forskning i vægtløst miljø på rumstationen.
Tre rumvandringer blev udført for at fuldføre opgaverne. Det var den 30. gang at en rumfærge koblede sig til ISS.

## Besætning
- Frederick Sturckow (kaptajn)
- Kevin Ford (pilot)
- Patrick Forrester (1. missionsspecialist)
- Jose Moreno Hernández (2. missionsspecialist) – første flyvning.
- Christer Fuglesang (3. missionsspecialist) (ESA)
- John Olivas (4. missionsspecialist)

Opsendes:
- Nicole Stott – ISS Ekspedition 20C

Hjemflyvning:
- Timothy Kopra – ISS Ekspedition 20B

## Missionen
Første opsendelsesforsøg d. 25. august blev aflyst pga. vejret.
Andet opsendelsesforsøg d. 26. august blev aflyst pga. et teknisk problem med en ventil på den eksterne brinttank. 

### Opsendelsen
Discovery blev opsendt 28. august 2009 11:59 PM EDT, 29. august klokken 5:59 dansk sommertid.
På missionens anden dag blev rumfærgens varmeskjold undersøgt for skader og på tredjedagen blev rumfærge sammenkoblet med rumstationen.
Leonardo blev flyttet fra Discovery til rumstationen på missionens fjerde dag
- Første opsendelsesforsøg blev aflyst pga. vejret
- Discovery opsendes
- Discovery i rummet

### Første rumvandring
På missionens 5. dag, natten mellem den 1. og 2. september, blev turens første rumvandring udført af John Olivas og Nicole Stott. De frakoblede en 800 kg stor ammoniaktank fra P6 og nedtog nogle europæiske eksperimenter, der har været udsat for stråling og vakuum.
Under rumvandringen blev stoffet i Olivas handske er lidt trævlet ved pegefingeren, men han fik lov at forsatte da kontrollen mente det var et mindre problem. Kommunikationen blev afbrudt i cirka en halv time pga. stormvejr ved White Sands Missile Range hvor jordstationen til Tracking and Data Relay Satellite er lokaliseret.
John Olivas opdagede at ydersiden af rumstationen var mærket af sammenstød med rumaffald. Rumvandringen varede 6 timer og 35 minutter.
Løbebåndet C.O.L.B.E.R.T. og luftrensnings-systemet Air Revitalization System (ARS) blev overført fra rumfærgen til ISS.
ARS skal senere flyttes til Tranquility-modulet.

### Eksperimenter på plads
På 6. dagen blev der overført last fra Leonardo til ISS. Fluids Integration Rack (FIR) og Minus Eighty Degree Laboratory Freezer (MELFI) er beholdere med eksperimenter til forskning på på rumstationen.
Der var meldinger om at noget rumaffald havde kurs mod rumstationen og NASA havde overvejelser at lave en undvigelsesmanøvre for at undgå et eventuelt sammenstød.

### Anden rumvandring
På missionens 7. dag, natten mellem den 3. og 4. september, blev turens anden rumvandring udført af John Olivas og Christer Fuglesang. De monterede en ny ammoniaktank og udførte ekstra opgaver da de have tid i overskud til at udføre opgaverne. Rumvandringen varede 6 timer og 39 minutter.

### Hviledag
På missionens 8. dag fik besætningen en delvis hviledag og fortsatte med overførsel af fragt mellem rumfærge og rumstation.
Dagen startede med noget hviletid og derefter blev der afholdt en pressekonference sammen med ISS Ekspedition 20. Fuglesang fortalte om sin første rumvandring på denne mission at den havde været spændende og at det havde været overraskende nemt at håndtere den store tunge tank. Fuglesang blev spurgt af den svenske presse hvordan han havde det med at skulle udføre sin sidste rumvandring dagen efter. Han svarede at det både føltes rart men også lidt vemodigt, det ville nok blive lidt trist at lukke lugen til luftslusen for sidste gang. Men han understregede at han var taknemmelig for at være udvalgt til at udføre to rumvandringer. Muligheden for at deltage i yderligere missioner er for hans vedkommende ikke stor, men han mente at det nok var tid for andre at tage over, selvom han stadig havde lyst.
Resten af dagen fortsatte besætningen med at flytte fragt og lavede forberedelser til missionens sidste rumvandring.

### Tredje rumvandring
På missionens 9. dag, natten mellem den 5. og 6. september, blev turens tredje rumvandring udført af John Olivas og Christer Fuglesang. De opsatte PAS-platformen (Payload Attachment System) til fremtidige småeksperimenter, udskiftede et nedslidt gyroskop og omlagde 18 m kabler fordi Tranquility skal monteres på Unitys bagbords luge, i stedet for nadirlugen  . En bolt blev sat i for at forhindre MPLM'en i at sætte sig fast og for at sikre at det kommende HTV fartøj kan kobles til. Rumvandringen varede 7 timer og 1 minut.

### Overførsel af fragt
På missionens 10. dag fik besætningen igen en delvis hviledag og fortsatte med overførsel af fragt mellem rumfærge og rumstation.
På missionens 11. dag blev Leonardo flyttet retur til rumfærgen.

### Frakobling og landings forberedelser
- 12. dag – Frakobling + undersøgelse af varmeskjold
- 13. dag – Forberedelse til landing

### Landing
De første landingsforsøg blev planlagt til at være på Kennedy Space Center kl. 7:05 eller 8:42 d. 10. september PM EDT, dansk tid kl. 24:05 eller 01:42 d. 11. september. De blev aflyst pga. vejret i Florida.
Den 12. september klokken 1:47 dansk sommertid, på missionens 219. kredsløb, blev Discoverys OMS-raketter tændt i tre minutter for at afbryde kredsløbet. Landingen foregik kl. 02:53 dansk sommertid på landingsbane 22 på Edwards Air Force Base i Californien. Det var den 54. gang at en rumfærge fra rummet landede på Edwards. NASA prøver ellers at undgå landinger på Edwards, da rumfærgen så skal hjemflyves på ryggen af en jumbojet. Fordi Discovery er lastet med Leonardo, skal der foretages fire optankninger undervejs.

## Nyttelast
Leonardo
Leonardo er et Multi-Purpose Logistics Module (MPLM) der benyttes til transport af store mængder forsyninger til og fra ISS.
Instrumenter med eksperimenter til forskning i vægtløst miljø på rumstationen medbringes:
Materials Science Research Rack (MSRR-1)
MSRR er en beholder til forskning i forskellige stoffer fx; metaller, krystaller, halvledere legeringer, polymer osv.
Fluids Integration Rack (FIR)
FIR er en beholder til forskning af flydende stoffer og deres tilstands-skift under nedkøling og kogning fx; kolloider, gel osv.
Minus Eighty Degree Laboratory Freezer (MELFI)
MELFI er en fryser til langtids opbevaring af forsøg på rumstationen, da visse forsøg først kan analyseres på Jorden bliver de frosset ned. Fryseren kan nå temperaturer ned til -80 °C.
Andre hardwareelementer:
Air Revitalization System (ARS), Carbon Dioxide Removal Assembly (CDRA)
ARS er et luftrensningssystem til fjernelse af CO2 på rumstationen.
Lightweight Multi-Purpose Carrier (LMC) med Ammonia Tank Assembly (ATA)
Ammoniaktank til udskiftning, den skal installeres på missionens 2. rumvandring.
C.O.L.B.E.R.T. (T2)
Combined Operational Load Bearing External Resistance Treadmill, et løbebånd til astronauternes træning (opkaldt efter den amerikanske komiker Stephen Colbert) .

Hovedartikler: